# 皮亞西諾湖
皮亞西諾湖（Пясино）是俄羅斯中北部的湖泊，位於克拉斯諾亞爾斯克邊疆區，座標69°40′N 87°52′E / 69.667°N 87.867°E，面積735平方公里，湖水經多條河流注入，湖泊在10月至6月結冰。皮亞西諾湖盛產魚類，湖水經皮亞西納河離開湖泊。